# Vena Sera
Vena Sera è il quarto album discografico in studio del gruppo musicale hard rock statunitense Chevelle, pubblicato nel 2007.

## Tracce
1. Antisaint – 4:21
2. Brainiac – 3:21
3. Saferwaters – 4:11
4. Well Enough Alone – 4:18
5. Straight Jacket Fashion – 4:02
6. The Fad – 3:37
7. Humanoid – 3:59
8. Paint the Seconds – 3:58
9. Midnight to Midnight – 4:24
10. I Get It – 3:55
11. Saturdays – 4:06

## Gruppo
- Pete Loeffler - voce, chitarra
- Sam Loeffler - batteria
- Dean Bernardini - basso, cori